# Irena Wirszyłło
Irena Wirszyłło z d. Bugajska, ps. „Wanda”, „Zbyszek”, „Halina” (ur. 10 sierpnia 1903 w Radomsku, zm. 24 stycznia 1944 w Auschwitz-Birkenau) – polska strażniczka więzienna, członkini Służby Zwycięstwu Polski, Związku Walki Zbrojnej i Armii Krajowej.

## Życiorys
Była najmłodszym dzieckiem prawnika i strażnika więziennego Waleriana Bugajskiego i Emilii z d. Topór–Jasińskiej. Miała trójkę rodzeństwa: Zygmunta, Jerzego (kapitana Wojska Polskiego) i Marię (zm. 1922). Obydwaj bracia zostali zamordowani podczas zbrodni katyńskiej. 
Najprawdopodobniej ukończyła studia prawnicze w Wolnej Wszechnicy Polskiej, podczas studiów była aktywną działaczką w środowisku Polskiej Partii Socjalistycznej. Przyjaźniła się m.in. ze Stanisławem Dubois. Od 1 stycznia 1925 roku pracowała w Służbie Więziennej, początkowo jako asystentka w więzieniu kobiecym przy ulicy Dzielnej, pół roku później została podinspektorem. Od maja 1927 roku pracowała w Areszcie Centralnym w Warszawie. W 1929 roku została mianowana pomocnikiem naczelnika aresztu.
Między 1925 a 1927 rokiem poślubiła Ludwika Wirszyłło, miała z nim córkę. Małżeństwo mieszkało przy ulicy Daniłowiczowskiej 8 w Warszawie, następnie przeprowadzili się na ulicę Pawią 21, niedługo przed wybuchem II wojny światowej zamieszkali w budynku Miejskich Zakładów Sanitarnych przy ulicy Spokojnej 15/35.
Podczas kampanii wrześniowej jej mąż trafił do niewoli radzieckiej. W czasie obrony Warszawy służyła prawdopodobnie w Straży Obywatelskiej. Podczas okupacji niemieckiej w stopniu podkomisarza pracowała w więzieniu „Serbia”. Na przełomie października i listopada 1939 roku dołączyła do Służby Zwycięstwu Polski. Sporządzała odpisy list z danymi osób, które z więzień trafiały do aresztu śledczego przy alei Szucha, przekazywała także grypsy. Utrzymywała kontakt z aresztowanym Stefanem Starzyńskim, dostarczając mu żywność, gazety i książki, poinformowała także urząd miejski o miejscu przetrzymywaniu Starzyńskiego. Brała udział w próbie uwolnienia Starzyńskiego z aresztu, ten jednak odmówił ucieczki. 24 grudnia 1939 roku, za udzielanie pomocy więźniom politycznym i Żydom, została karnie przeniesiona do pracy na ulicę Daniłowiczowską. Na jej prośbę na Pawiaku otwarto reperowalnię bielizny, która stała się miejscem sortowania grypsów i uzyskiwania informacji. Zorganizowała siatkę konspiracji więziennej, współpracując m.in. z Wandą Gawryłow.
17 maja 1943 roku została aresztowana we własnym mieszkaniu, zatrzymano wówczas także innych członków więziennej konspiracji: Michalinę Wojciechowską oraz prawdopodobnie, Ignacego Purgana. W czasie aresztowania na oczach funkcjonariuszy Gestapo wyrzuciła przez okno kompromitujące dokumenty. Została osadzona na Pawiaku, podczas śledztwa była także przewożona do siedziby Gestapo przy alei Szucha, gdzie była torturowana, na jej oczach torturowano także jej nastoletnią córkę. 5 lub 6 sierpnia 1943 roku wraz z grupą 58 kobiet została wywieziona do obozu Auschwitz-Birkenau, gdzie otrzymała numer obozowy 53901.
Według wspomnień jednej z więźniarek, Danuty Grzeszkiewicz, zmarła w obozie w czerwcu 1943 roku na tyfus. Najprawdopodobniej zmarła jednak 24 stycznia 1944 roku, jak podaje sporządzony przez więźniów wykaz zmarłych więźniarek.
Pośmiertnie została odznaczona Krzyżem Walecznych. Jej symboliczny grób znajduje się na Cmentarzu Wojskowym na Powązkach.